# Carl Heinrich Butenop (Schauspieler)
Carl Heinrich Friedrich Butenop, auch Karl Heinrich Butenop, (21. Oktober 1752 in Hamburg – 22. Februar 1843 in Wien) war ein deutscher Theaterschauspieler, -leiter sowie Sänger (Tenor).

## Leben
Butenop war zuerst Handlungsgehilfe in Leipzig, bevor er sich dem Theater zuwandte. Der Name Conrad Ekhof lockte auch ihn, der nach Gotha kam, um sich dem großen Meister vorzustellen. Derselbe animierte den Kunstjünger und gewährte im am 29. Mai 1786 ein Probegastspiel als „Baron Birkwitz“ im Lustspiel Der Baron Olsbach. Der Schüler machte seinem Lehrer alle Ehre und ein Engagement war die Folge seines Auftretens.
Einige Monate später verließ er aber schon Gotha und nahm Engagement bei Karl Theophil Döbbelin in Berlin (Antrittsrolle: „Fabrice“ in Lottchen am Hofe), dort blieb er drei Jahre um seine schauspielerische Tätigkeit bei der Wäserschen Gesellschaft in Breslau fortzusetzen. Von da kam er zum herzoglichen Hoftheater in Neustrelitz. Heiratsgelüste veranlassten ihn vom Herzog seine Entlassung zu verlangen, die er auch mit der Bewilligung zum Ehebunde erhielt. Daraufhin heiratete er am 19. April 1781 die Schauspielerin Johanna Auguste Weil (1758–1807). Mit ihr ging er nach Hamburg und dann ans kurfürstlichen Theater in Münster. Am 4. November 1782 finden wir ihn zum ersten Mal auf der markgräfischen Hofbühne in Schwedt (1784–1785).
Er wurde aber ohne sein Verschulden bald gekündigt und ging ein zweites Mal zu Döbbelin nach Berlin (1788–1790). Aber auch dort verfolgte Butenop sein Unglückstern und er schied neuerdings aus seiner Vaterstadt um nach einer gefahrvollen Seereise in Riga zu landen. Sein Kontrakt wurde hier bald gelöst und nach Deutschland zurückgekehrt, hatte er das Unglück eine Zeitlang kein Engagement zu erhalten, sodass er das Land abermals verlassen musste, um nach großen Schwierigkeiten ein schlechtes Engagement in Lübeck zu finden. Auch hier wurde er bald zum Austritt genötigt und des planlosen Herumziehens, das sein entschiedenes Talent nicht zum Durchbruch gelangen ließ, müde, versuchte er, nachdem sich mehrere ihm dargebotene Engagements ohne sein Hinzutun zerschlagen hatten, sich mit dem Schauspieler Christian Wilhelm Klos in Hamburg zu einer eigenen Direktionsführung zu vereinen (1790). Schlechte Einnahmen, die großen Bedürfnisse seines Kompagnons und die dadurch heraufbeschworenen Zwistigkeiten führten zur baldigen Trennung, und Butenop wagte es nun allein mit einer kleinen reisenden Gesellschaft. Das Unternehmen schleppte sich mühsam bis 1792 fort und endlich gab er mit 500 Talern Verlust die Prinzipalschaft auf. Nach Schicksalsschlägen aller Art gelang es ihm endlich im April 1793 ein Unterkommen in Rostock zu finden.
Verschiedene Verlegenheiten, neuer Kummer und neue Sorgen, sowie allgemeine Ungunst der Verhältnisse zwangen ihn, die bald darauf eingegangenen Verbindungen in Wismar, Schwerin und Strelitz zu lösen und mit seinen Kindern Vorstellungen im Brandenburgischen zu geben.
Von 1795 bis 1797 war er in Magdeburg, nachdem er eine Schauspielkonzession für eine Kinder-Gesellschaft erhalten hatte, ging er von dort ab, um mit seinen Kindern Vorstellungen im Brandenburgischen zu geben. Das Spiel der Kinder gefiel ungemein, ja er durfte sogar vor dem König in Potsdam auftreten, aber er fand seine Rechnung nicht. Und so begann nach kurzem Stillstand wieder das mühevolle Reise- und Wanderleben (1798–1807), und mit Not und Sorgen kämpfend, war er froh, mit seinen Kindern wenigstens das zum Leben unbedingt Notwendige erwerben zu können. Da raubte ihm ein neuer Schicksalsschlag, vielleicht der härteste in seinem Leben, alle Fassung und fast seinen Verstand. Seine jüngste Tochter, seinen talentvollen Sohn und seine Frau, alle trug er innerhalb dreier Monate zu Grabe (1807). der Verzweiflung nahe, suchte er ein Unterkommen in Quedlinburg.
Von 1808 bis 1809 war er mit seinen Kindern Carl Ernst Heinrich und Johanna Henriette Emilie und Luise bei Ludwig Nuth in Dresden, Quedlinburg, Leipzig, Halle und Zittau etc. tätig.
1810 gründete er abermals eine Gesellschaft, die mit wechselndem Glück mehrere Jahre existierte, Endlich erhielt er mit seiner Tochter Emilie ein Engagement in Breslau. Dieselbe verheiratete sich daselbst mit Heinrich Anschütz und folgte diesem nach Wien, als derselbe dem ehrenvollen Rufe an das Hofburgtheater Folge leistete. Butenop begleitete seine Tochter in die Kaiserstadt und hatte nun Gelegenheit nach harten Kämpfen und herben Prüfungen Ruhe pflegen zu können. Er nahm ein Engagement nicht mehr an, allein der 70-jährige Greis gab auf Privatbühnen dem jungen Geschlecht och oft die Gelegenheit, sein prächtiges Gedächtnis, das ihm bis ins höchste Alter treu geblieben war, seine deutliche Deklamation und seinen unermüdlichen Eifer für die dramatische Kunst, für die er immer noch glühte, zu bewundern. Am 22. Februar 1843 verschied dieser Ahasver der Kunst im 91. Jahre seines langen vielbewegten Lebens.